# Visir

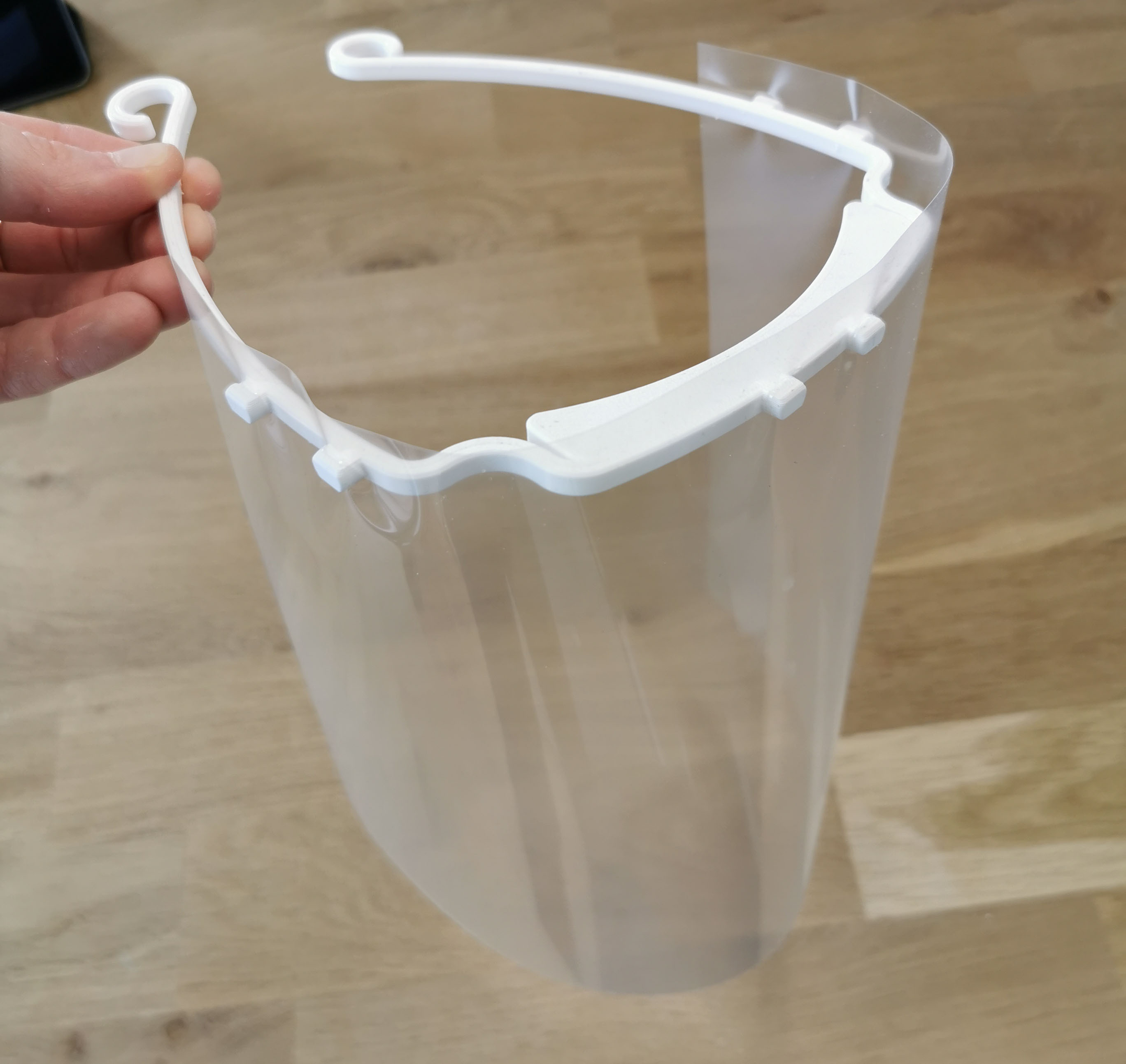
Friformsframställt visir för sjukvårdspersonal, framtaget under Coronaviruspandemin 2019–2021

Visir är ett ansiktsskydd, som oftast är monterat på hjälmar, både på medeltida rustningar och på moderna skyddshjälmar. Visir kan vara uppfällbara, fasta, eller – som visir för sjukvårdsbruk – direkt burna på huvudet. 
Nutida hälsning med honnör symboliserar öppnandet av ett visir. 
| ”              | I strider till fots brukas runda hjälmar, i rytteristrider hjälmar som är uppfällbara och spetsiga. Det skydd, som dessa förlänar, är emellertid ringa på grund av behovet att spotta; ty härvid nödsakas man att slå upp framstycket (visiret) och blotta ansiktet, som då lätt träffas av fiendens järnskodda pilar, vilka falla tätt som en regnskur. Av denna orsak stupade, efter vad jag har mig bekant, åtskilliga förnäma män i den danske konungen Kristiern II:s här under fälttåget i Sverige år 1520. | „ |
| – Olaus Magnus | |   |

## Bildgalleri – äldre visir

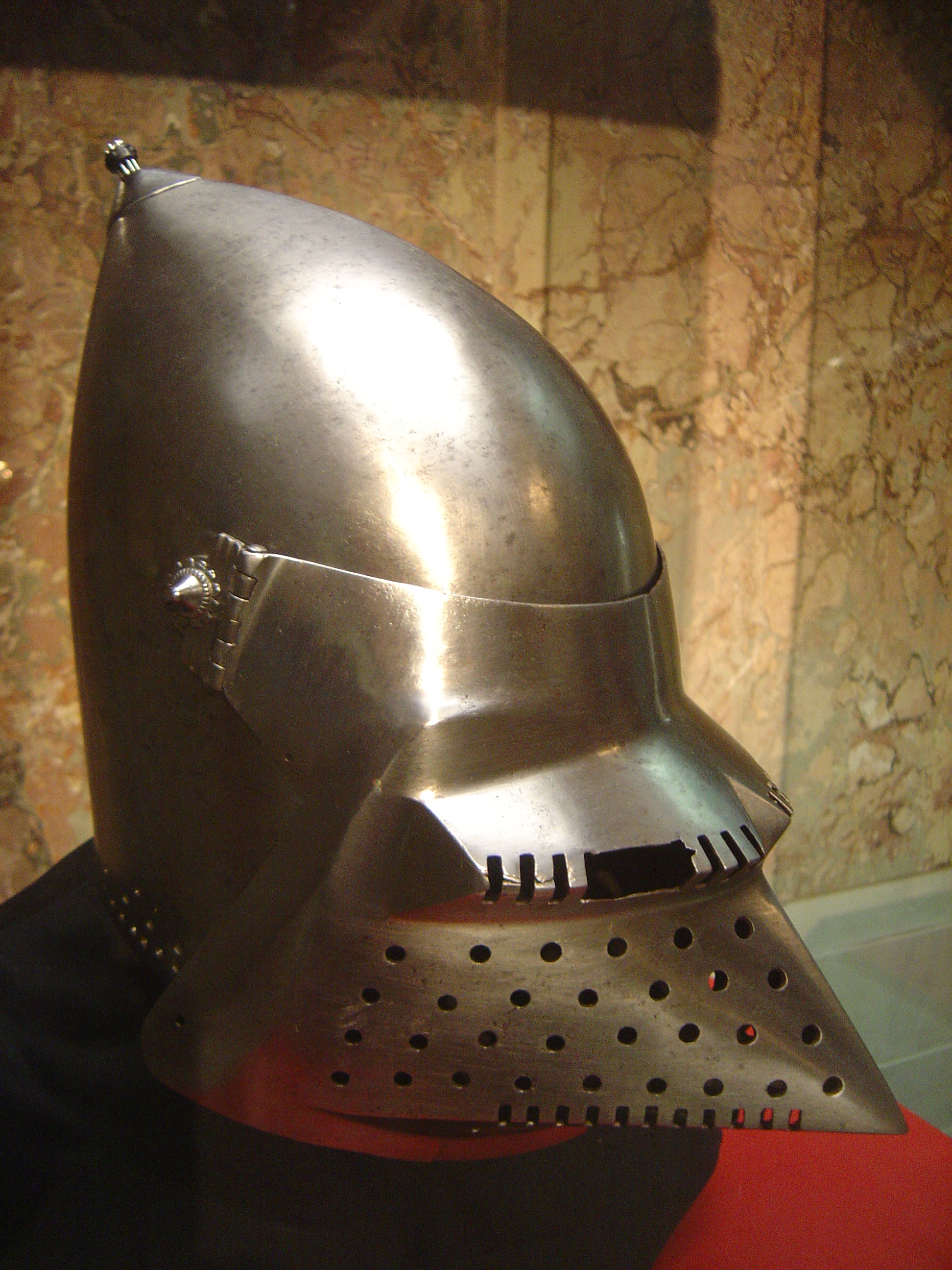
Medeltida hjälm med uppfällbart visir.
Maskvisir från 1540.
Visir från 1564.
Visir från 1620 cirka.

## Bildgalleri – moderna visir

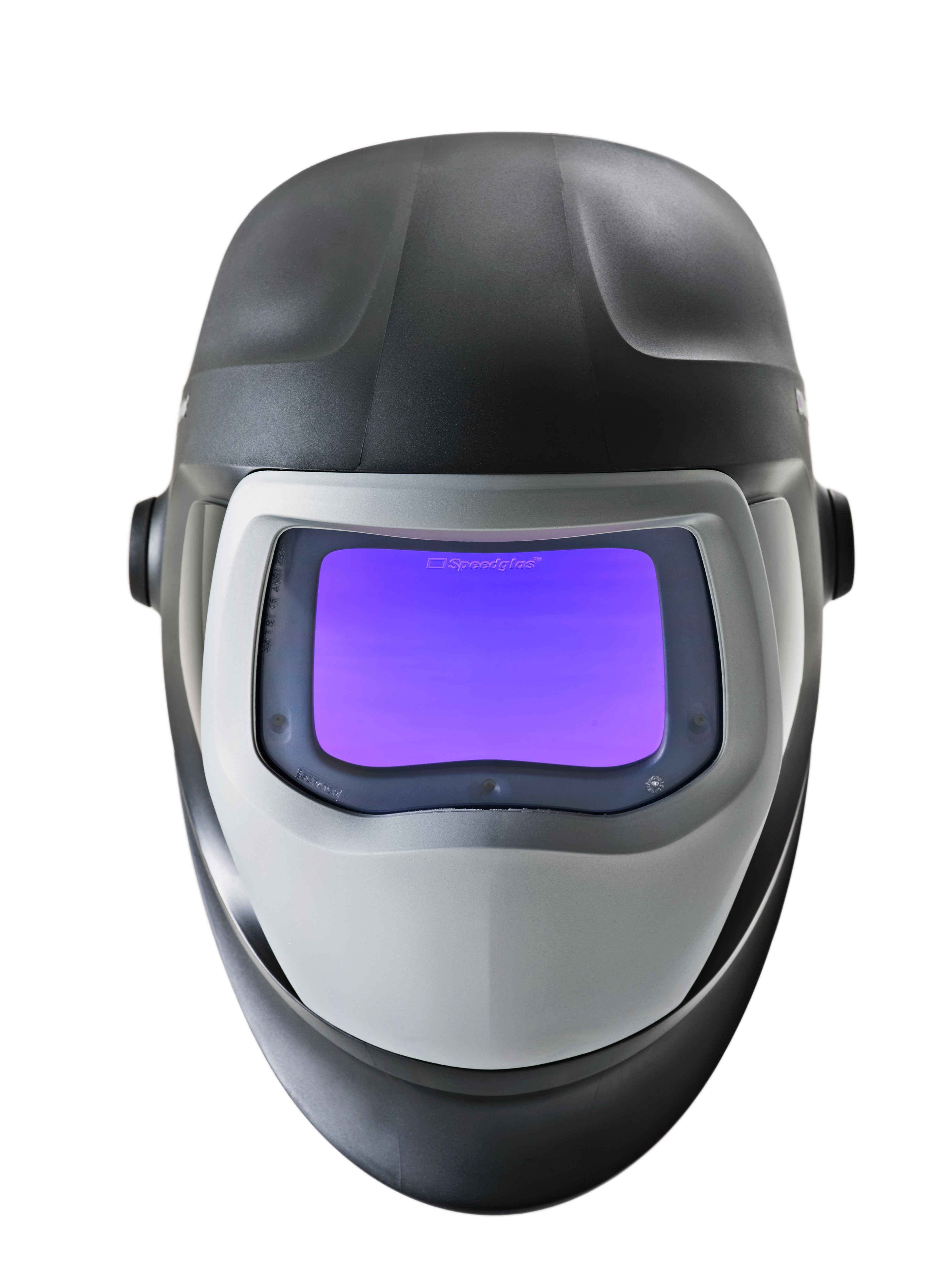
Svetsmask av typ Speedglas med fast, automatiskt nedbländande visir
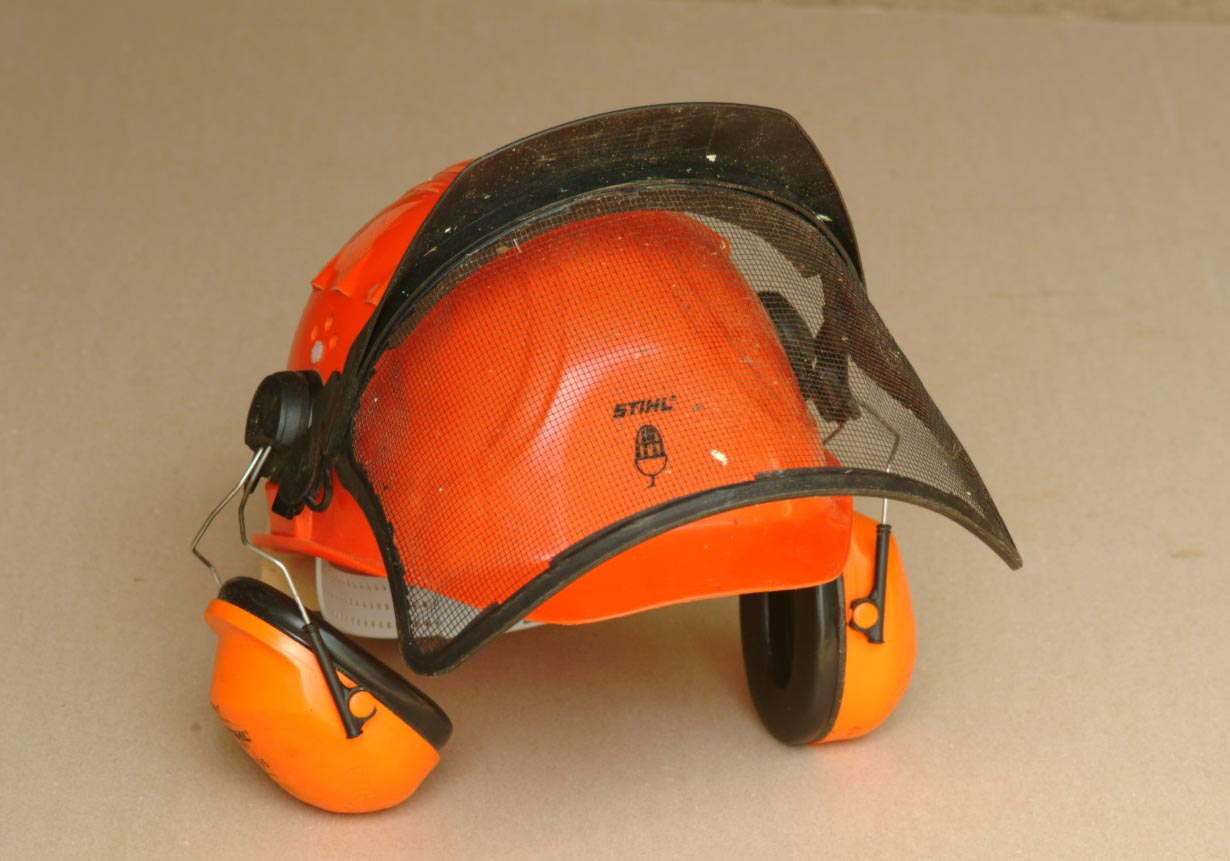
Skyddshjälm för skogsarbetare med uppfällt visir
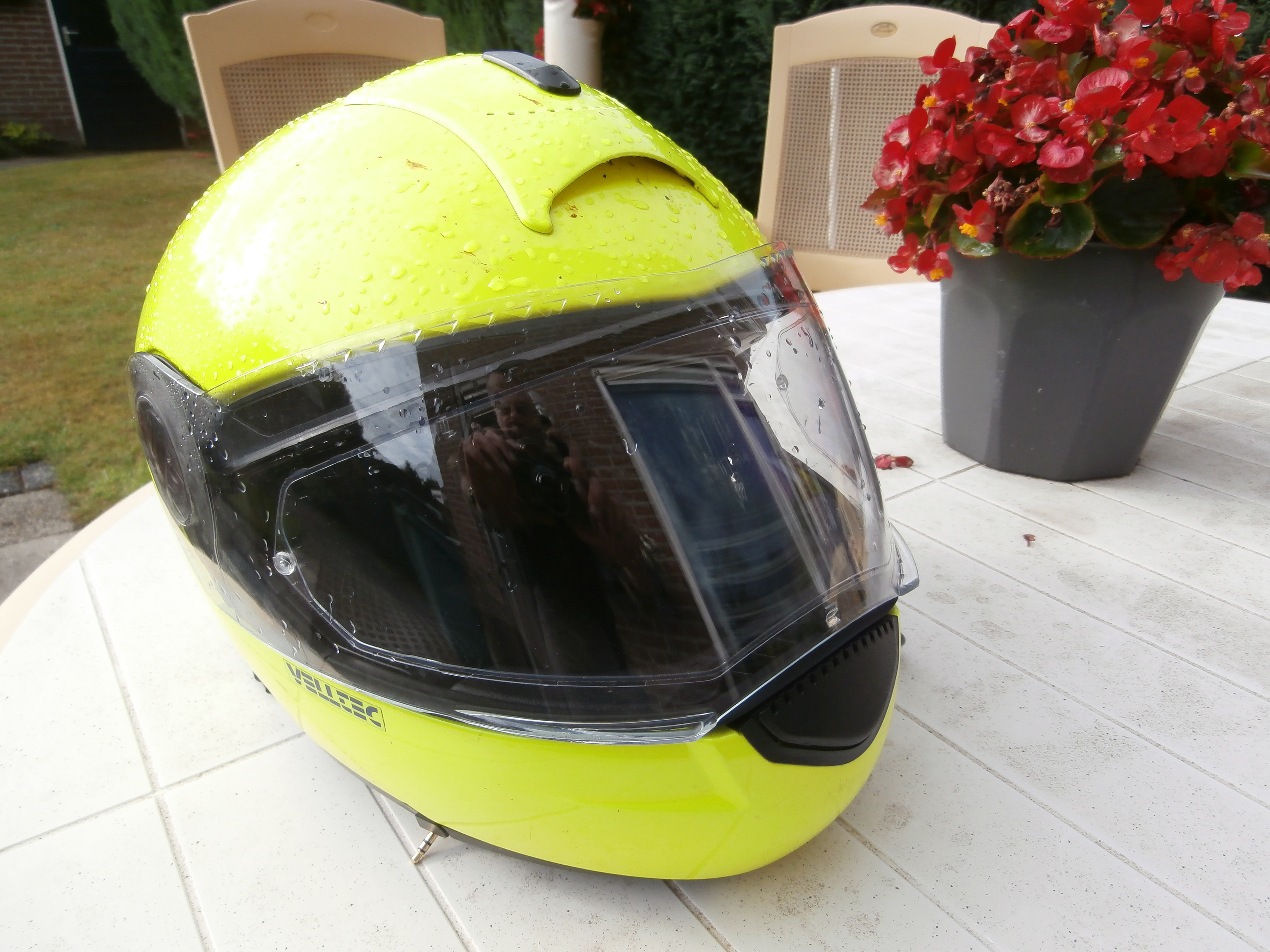
Motorcykelhjälm med nedfällt visir
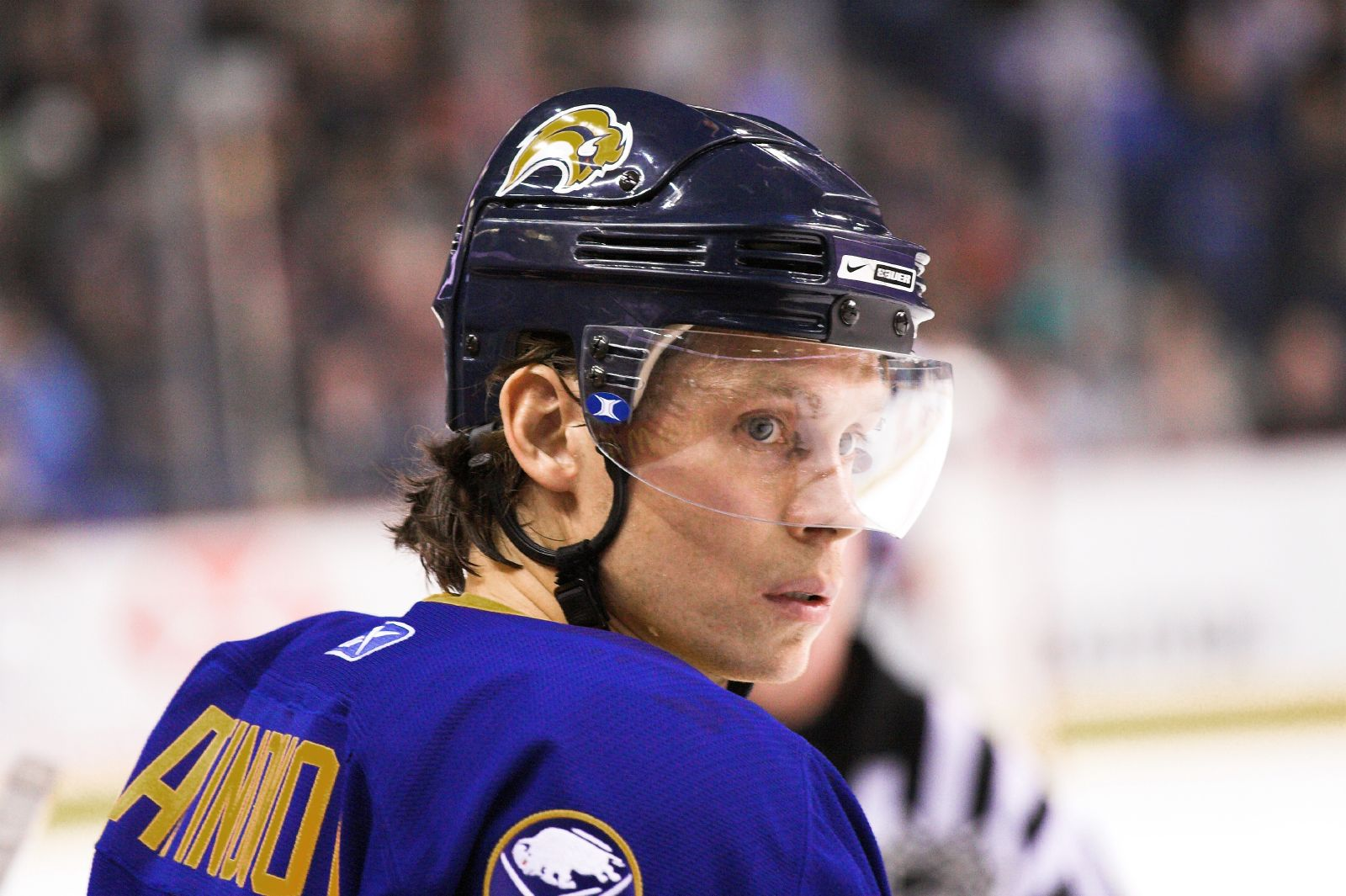
Maxim Afinogenov med ishockeyhjälm med visir